# Achatinella mustelina
Achatinella mustelina é uma espécie de gastrópode  da família Achatinellidae.
É endémica dos Oahu, Arquipélago do Havaí. 